# الأسلمة في باكستان
للشريعة أو الأسلمة تاريخ طويل في باكستان يعود لخمسينيات القرن العشرين، لكنها أصبحت السياسة الأساسية، أو «محور» حكومة الجنرال محمد ضياء الحق، حاكم باكستان منذ عام 1977 حتى وفاته في عام 1988. أُطلِق على ضياء الحق «الشخص الأكثر مسؤولية عن تحويل باكستان إلى مركز عالمي للإسلام السياسي».
حصلت حركة باكستان على استقلال البلاد عن الإمبراطورية البريطانية كدولة ذات أغلبية مسلمة. عندما أعلن الدستور جمهورية باكستان الإسلامية، لم يكن لدومينيون باكستان دين رسمي للدولة قبل عام 1956، في وقت تأسيسها. على الرغم من ذلك، لم تُعتمد أي قوانين دينية للبروتوكولات الحكومية والقضائية والحكم المدني، حتى منتصف السبعينيات مع قدوم الجنرال محمد ضياء الحق في انقلاب عسكري عُرف أيضًا باسم عملية اللعب النظيف التي أطاحت برئيس الوزراء ذو الفقار علي بوتو. نذر ضياء الحق نفسه بفرض تفسيره لنظام المصطفى (حكم النبي محمد)، أي إقامة دولة إسلامية وتطبيق الشريعة الإسلامية.
أنشأ ضياء محاكم قضائية ومجالس قضائية للحكم في القضايا القانونية باستخدام المذهب الإسلامي. أضيفت إلى القانون الباكستاني جرائم جنائية جديدة (الزنا، والفسق، وأنواع الكفر) وعقوبات جديدة (الجلد، والبتر، والرجم حتى الموت). استبدِلت مدفوعات الفائدة للحسابات المصرفية بمدفوعات «الأرباح والخسائر». أصبحت تبرعات الزكاة الخيرية ضريبة سنوية بنسبة 2.5%. أصلِحت الكتب المدرسية والمكتبات بإزالة المواد غير الإسلامية. كان مطلوبًا من المكاتب والمدارس والمصانع توفير مكان للصلاة. عزز ضياء نفوذ الشيوخ (رجال الدين الإسلاميين) والأحزاب الإسلامية، بينما أصبح العلماء المحافظون مثبتين على شاشات التلفزيون. عين 10,000 من نشطاء حزب الجماعة الإسلامية في مناصب حكومية لضمان استمرار أجندته بعد وفاته. أضيف العلماء المحافظون إلى مجلس الفكر الإسلامي.
في عام 1984 جرى استفتاء أعطى ضياء وبرنامج الأسلمة موافقة 97.7% في النتائج الرسمية. ومع ذلك، كانت هناك احتجاجات ضد القوانين وإنفاذها خلال وبعد عهد زيا. عارضت الجماعات النسائية وجماعات حقوق الإنسان حبس ضحايا الاغتصاب بموجب عقوبات الحد، وقوانين جديدة تقدر شهادة المرأة (قانون الإثبات) وتعويض الدية بنصف ما يحصل عليه الرجل. عارضت الأقليات الدينية وجماعات حقوق الإنسان قانون التجديف «الغامض الصياغة» و«الإساءة الكيدية والتنفيذ التعسفي» له.
تشمل الدوافع المحتملة لبرنامج الأسلمة التقوى الشخصية لضياء الحق (تتفق معظم الروايات على أنه جاء من عائلة متدينة)، والرغبة في كسب حلفاء سياسيين، و/أو «تحقيق مبرر لوجود باكستان» كدولة مسلمة، و/أو الحاجة السياسية إلى إضفاء الشرعية على ما اعتبره بعض الباكستانيين «نظام الأحكام العرفية القمعي وغير التمثيلي».
مدى النجاح الذي حققه ضياء الحق في تعزيز التماسك الوطني الباكستاني مع الأسلمة التي ترعاها الدولة هو موضع خلاف. اندلعت أعمال شغب دينية شيعية -سنية بسبب الاختلافات في الفقه الإسلامي- على وجه الخصوص، حول كيفية توزيع تبرعات الزكاة. كان هناك أيضًا اختلافات بين المسلمين السنة.
دعا مجلس العمل المتحد، وهو ائتلاف للأحزاب السياسية الإسلامية في باكستان، إلى زيادة أسلمة الحكومة والمجتمع، واتخاذ موقف مناهض للهندوس على وجه التحديد. ويقود المجلس المعارضة في الجمعية الوطنية، وشكل أغلبية في مجلس المقاطعة الحدودية الشمالية الغربية، والتي كانت جزءًا من الائتلاف الحاكم في بلوشستان. ومع ذلك، بذل بعض أعضاء المجلس جهودًا للقضاء على خطابهم ضد الهندوس.
ازدادت الأسلمة من خلال التحويلات الدينية في باكستان.

## الخلفية والنبذة التاريخية
تأسست باكستان على أساس تأمين وطن ذي سيادة لمسلمي شبه القارة الهندية مع تمتعهم بتقرير المصير.

حظيت فكرة باكستان بتأييد شعبي ساحق بين مسلمي الهند البريطانيين، وخاصة أولئك الموجودين في الرئاسات والمقاطعات في الهند البريطانية حيث كان المسلمون ينتمون إلى أقلية مثل المقاطعات المتحدة. لقد صاغت قيادة رابطة مسلمي عموم الهند مع الشيوخ (رجال الدين الإسلامي) ومحمد علي جناح رؤيتهم لباكستان من منظور دولة إسلامية. طور جناح علاقة وثيقة مع الشيوخ. عندما توفي جناح، وصف العالم الإسلامي شبير أحمد العثماني جناح بأنه أعظم مسلم بعد الإمبراطور المغولي أورنجزيب وشبه أيضًا موت جناح بوفاة النبي. طلب العثماني من الباكستانيين أن يتذكروا رسالة جناح للوحدة والإيمان والانضباط والعمل على تحقيق حلمه:
بإنشاء كتلة راسخة من جميع الدول الإسلامية من كراتشي إلى أنقرة، من باكستان إلى المغرب. أراد جناح رؤية مسلمي العالم متحدين تحت راية الإسلام فقد رأى في وحدتهم مانعًا فعالًا ضد المخططات العدوانية لأعدائهم.
أول خطوة رسمية اتخذِت لتحويل باكستان إلى دولة إسلامية أيديولوجية كانت في مارس 1949 عندما قدم أول رئيس وزراء للبلاد، لياقت علي خان، قرار الأهداف في الجمعية التأسيسية. أعلن قرار الأهداف أن السيادة على الكون كله ملك لله. أعلن رئيس الرابطة الإسلامية، شودري خليق الزمان، أن باكستان تود جمع جميع الدول الإسلامية في إسلامستان -كيان إسلامي شامل. يعتقد خليق الزمان أن باكستان كانت دولة مسلمة فقط ولم تكن دولة إسلامية بعد، لكنها بالتأكيد يمكن أن تصبح دولة إسلامية بعد تجميع جميع المؤمنين بالإسلام في سياسية واحدة. أشار كيث كالارد، أحد أوائل الباحثين في السياسة الباكستانية، أن الباكستانيين يؤمنون بوحدة الهدف والآفاق الأساسية في العالم الإسلامي:
تأسست باكستان للنهوض بقضية المسلمين. وربما يتوقعون من المسلمين الآخرين أن يكونوا متعاطفين، بل متحمسين. ولكن هذا يفترض أن الدول الإسلامية الأخرى ستتخذ نفس وجهة النظر بشأن العلاقة بين الدين والجنسية.
بيد أن مشاعر الوحدة الإسلامية الباكستانية لم تكن مشتركة بين الحكومات الإسلامية الأخرى في ذلك الوقت. استندت القومية في أجزاء أخرى من العالم الإسلامي على العرق واللغة والثقافة. على الرغم من أن الحكومات المسلمة لم تكن متعاطفة مع تطلعات باكستان الإسلامية الشاملة، لكن الإسلاميين من جميع أنحاء العالم انجذبوا إلى باكستان. أصبحت شخصيات مثل المفتي العام لفلسطين، الحاج أمين الحسيني، وقادة الحركات السياسية الإسلامية، مثل جماعة الإخوان المسلمين، زوارًا متكررين للبلاد. بعد أن استولى الجنرال ضياء الحق على السلطة في انقلاب عسكري، وسع حزب التحرير (جماعة إسلامية تدعو إلى إقامة الخلافة) شبكته التنظيمية وأنشطته في باكستان. حافظ مؤسس الحزب تقي الدين النبهاني على مراسلات منتظمة مع أبو الأعلى المودودي، مؤسس الجماعة الإسلامية، وحث الدكتور إسرار أحمد على مواصلة عمله في باكستان من أجل إنشاء الخلافة العالمية.
أجرى عالم الاجتماع نسيم أحمد جاويد دراسة استقصائية في عام 1969 في باكستان المنقسمة مسبقًا حول نوع الهوية الوطنية التي يستخدمها المتعلمون المهنيون. وجد أن أكثر من 60% من الناس في شرق باكستان (بنغلادش حاليًا) أقروا أن لديهم هوية وطنية علمانية. ومع ذلك، في غرب باكستان (باكستان الحالية) زعمت نفس الشخصيات أن هويتها إسلامية وليست علمانية. علاوة على ذلك، حددت نفس الشخصيات في شرق باكستان هويتهم من حيث الإثنية وليس الإسلام. لكن كان الأمر عكس ذلك في غرب باكستان إذ قيل أن الإسلام أكثر أهمية من الإثنية.
بعد أول انتخابات عامة في باكستان، وضع البرلمان المنتخب دستورًا عام 1973. أعلن الدستور باكستان جمهورية إسلامية والإسلام دين الدولة. ونصت على أن جميع القوانين يجب أن تتماشى مع تعاليم الإسلام المنصوص عليها في القرآن والسنة، وأنه لا يمكن سن أي قانون يتعارض مع هذه التعاليم. وأنشأ دستور 1973 مؤسسات معينة مثل محكمة الشريعة الفيدرالية ومجلس الفكر الإسلامي لتوجيه تفسير وتطبيق الإسلام. 